# Ollioules
Ollioules (provenzalisch Oliulas [uˈliwlɔ] oder Ouliéulo [uˈliwlɔ]) ist eine französische Gemeinde mit 14.320 Einwohnern (Stand 1. Januar 2022) im Département Var in der Region Provence-Alpes-Côte d’Azur.

## Geographie
Ollioules liegt sieben Kilometer westlich von Toulon, fünf Kilometer nordöstlich von Sanary-sur-Mer und 57 Kilometer östlich von Marseille.

## Sehenswürdigkeiten
- altes Dorfzentrum von Ollioules mit seinem Brunnen und der Kirche Saint-Laurent
- Reste des feudalen Schlosses
- Aussicht vom Gros-Cerveau, dem Berg zwischen Ollioules und Sanary-sur-Mer
- Die Schluchten Les gorges d’Ollioules die alte Verbindungsstraße zwischen Marseille und Toulon, die schon während der Pest historisch eine Rolle spielte und die von der „Reppe“, die bei Sanary ins Meer mündet, wild und malerisch durchquert wird.

## Wirtschaft
- In der Landwirtschaft werden Wein, Oliven, Gemüse, Obst und Blumen produziert. Der Aufschwung der Blumenzucht im 19. Jahrhundert brachte Ollioules den Beinamen la Reine des Fleurs, „Königin der Blumen“, ein. Bis heute hat die Produktion von Schnittblumen ihre Bedeutung erhalten. In der Winzergenossenschaft der Gemeinde wird vorwiegend Roséwein ausgebaut. In Kooperativen erfolgt ebenso die Herstellung von Olivenöl.
- Die Durchschlagzungen für Blasinstrumente aus Ollioules werden von Musikern zu den weltweit Besten gezählt.

## Feste
- Blumenfest mit Blumenkorso (April/Mai)
- Mittelalterfest Ollioules (Juli)
- Fête de la Saint-Laurent (August)
- Fête de la Saint-Eloi (August)
- Olivenfest (erstes Wochenende im Oktober)

## Persönlichkeiten
- Charles Coste (* 1924), Radsportler, in Ollioules geboren
- Jean Dotto (1928–2000), Radrennfahrer, verstarb in Ollioules
- Paul Matteoli (1929–1988), Radrennfahrer
- Jean-Pierre Brun (* 1955), Archäologe, in Ollioules geboren
- Raymond Roche (* 1957), Motorradrennfahrer, in Ollioules geboren
- Jean-Louis Garcia (* 1962), Fußballprofi, in Ollioules geboren
- Nathalie Colin-Oesterlé (* 1965), Politikerin, in Ollioules geboren
- Christophe Castaner (* 1966), Politiker, in Ollioules geboren
- Josuha Guilavogui (* 1990), Fußballprofi, in Ollioules geboren
- Adrien Bosson (* 1991), Profi-Windsurfer, in Ollioules geboren
- Damien Joly (* 1992), Schwimmer, in Ollioules geboren
- Morgan Guilavogui (* 1998), französisch-guineischer Fußballspieler, in Ollioules geboren